# Relaciones Reino Unido-Uruguay
Las relaciones Reino Unido-Uruguay son las relaciones exteriores entre el Reino Unido de Gran Bretaña e Irlanda del Norte y la República Oriental del Uruguay.

## Historia
Ambos países establecieron relaciones diplomáticas inmediatamente después de la independencia de Uruguay en 1825. Supremo a la constitución de Uruguay como estado era el Tratado de Montevideo de 1828 de la paz preliminar de 1828, una pieza de la diplomacia británica.
El Reino Unido desempeñó un papel importante en Historia del Uruguay hasta el final de la Segunda Guerra Mundial, después de lo cual Estados Unidos desempeñó un papel cada vez más importante.

## Misiones diplomáticas residentes
- Reino Unido tiene una embajada en Montevideo.
- Uruguay tiene una embajada en Londres.